# Ophoven (Sittard)
Ophoven (Limburgs: Ophaove) is de naam van een wijk in het zuiden van Sittard, gemeente Sittard-Geleen, in de Nederlandse provincie Limburg. Ophoven was tot in de eerste helft van de 20e eeuw een buurtschap in de toenmalige gemeente Sittard en is inmiddels uitgegroeid tot een geïntegreerde woonwijk van deze stad met circa 4.100 inwoners (in 2023).

## Ligging
De wijk wordt begrensd door het centrum in het noorden, de buurt Leyenbroek in het oosten, de Middenweg (N276) in het zuiden en de wijk Sanderbout in het westen. De grens met Leyenbroek wordt gevormd door de Geleenbeek/Keutelbeek en de grens met Sanderbout door de spoorlijn Sittard - Herzogenrath. De wijk wordt van noord naar zuid doorsneden door de voormalige rijksweg Maastricht - Nijmegen.

## Geschiedenis
Ophoven is een voormalige buurtschap ten zuiden van de historische stad Sittard, vanuit de stad gezien stroomopwaarts aan de Geleenbeek. Hieruit is ook de naam af te leiden, in vergelijking met het stroomafwaarts gelegen Overhoven. 
Net als de rest van het vroegere buitengebied van Sittard had Ophoven een agrarisch karakter. Een groot gedeelte van de oorspronkelijke bebouwing van de buurtschap, bestaande uit historische boerderijen en huizen, is nog duidelijk te herkennen binnen de huidige wijk als een lint gelegen langs de huidige Molenweg en de gelijknamige straat Ophoven (de voormalige Dorpsstraat). Laatstgenoemde straat was voor de aanleg van de rijksweg de belangrijkste verbindingsweg tussen Sittard en Geleen. Een aantal van de oude panden is verklaard tot rijksmonument.
De eerste stedelijke uitbreidingen begonnen in de eerste helft van de 20e eeuw, met de bouw van arbeiderswoningen voor personeel van de Staatsmijnen. Ten westen van de rijksweg werd de mijnwerkerskolonie Thienbunder aangelegd. In de jaren 1990 werden aan de zuidkant van de wijk de grootschalige nieuwbouwprojecten Beekdal en Craaveld uitgevoerd. Deze buurten zijn allemaal formeel ingedeeld bij de wijk Ophoven.
Tussen 1917 en 1934 had Ophoven een spoorweghalte aan de spoorlijn Sittard - Herzogenrath, de Stopplaats Ophoven.

### Incidenten
In oktober 2018 kwam de wijk in het nieuws door een cocaïne-explosie in een van de woningen.

## Voorzieningen en bezienswaardigheden

### Scholen
Een deel van de vroegere basisscholen in Ophoven is opgeheven. Sinds 2014 is de belangrijkste overgebleven basisschool OBS Aan de Meule. Ook is er een locatie van het DaCapo College (de voormalige lts). 

### Winkels en horeca
In de straat Ophoven waren vroeger meerdere winkels en kleine supermarkten gevestigd, waarvan een deel is verdwenen. Voor winkelvoorzieningen is men hier tegenwoordig vooral aangewezen op het stadscentrum.
Aan Ophoven 1 staat 't Guliks Hoes, een voormalige 19e-eeuwse woonhoeve waar vroeger een restaurant was gevestigd. Sinds 2022 heeft het een nieuwe bestemming.
Nabij de hoek met de Geuweg was lange tijd een café gevestigd, dat begin jaren 90 is verdwenen. Het pand is later omgebouwd tot woonappartement.
In de Ophovenermolen is sinds 1980 restaurant Le Caribou gevestigd.

### Kerk en klooster
Midden in de wijk, aan de Kromstraat, staat het gebouw van de vroegere Antonius van Paduakerk. Deze kerk werd ontworpen door de architect Jos Wielders. De bouw hiervan begon in 1917 en was een jaar later voltooid. Tegelijk met de kerk werd het naastgelegen franciscanenklooster gebouwd.
Beide gebouwen hebben inmiddels hun oorspronkelijke functie verloren. Het kerkgebouw is opgekocht, maar heeft tot op heden geen nieuwe bestemming.

### Monumenten

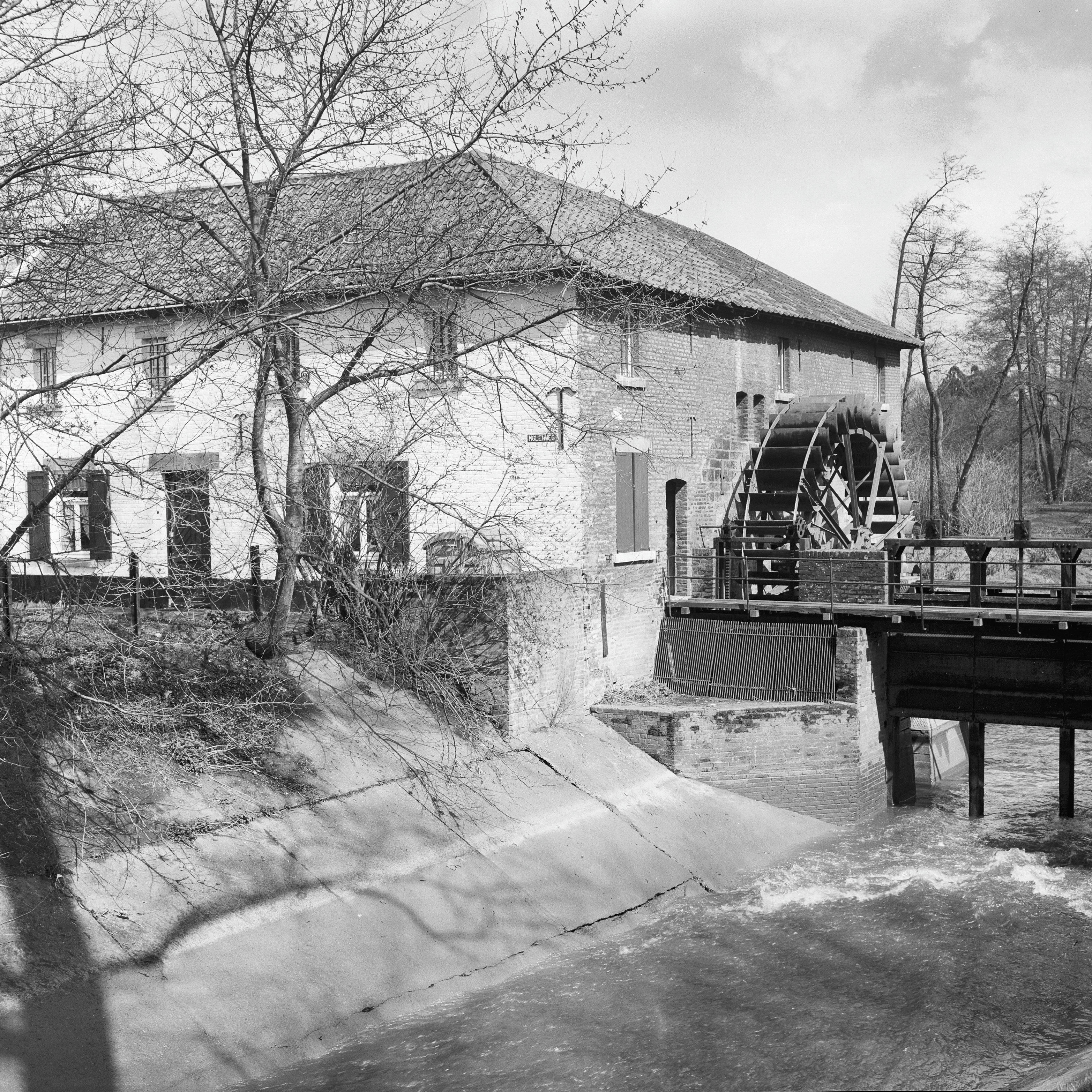
De Ophovenermolen (1983).

De wijk heeft nog een groot aantal historische bouwwerken behouden. Hiervan zijn er momenteel zes aangewezen als rijksmonument:
- Ophoven 3: Boerenhuis met bakstenen benedenbouw, daarboven van vakwerk
- Ophoven 7 en 9: Twee haaks op elkaar staande pandjes zonder verdieping uit eind 19e eeuw
- Ophoven 11: Gepleisterd dwarshuis uit de 19e eeuw zonder verdieping en met door pannen gedekt zadeldak
- Molenweg 22: Hoeve van baksteen uit 1802 (ankers) gelegen aan een binnenplaats met vakwerk en andreaskruisen
- Molenweg 53: De Ophovener hof: hoeve (1763) met bakhuis en stookhuis met azijnpers (eerste helft 19e eeuw)
- Molenweg 56: De Ophovenermolen: een watermolen aan de Geleenbeek, die oorspronkelijk is gebouwd in 1716, maar waarvan de geschiedenis teruggaat tot in 1348. De molen ligt tegenwoordig in het stadspark

#### Fotogalerij

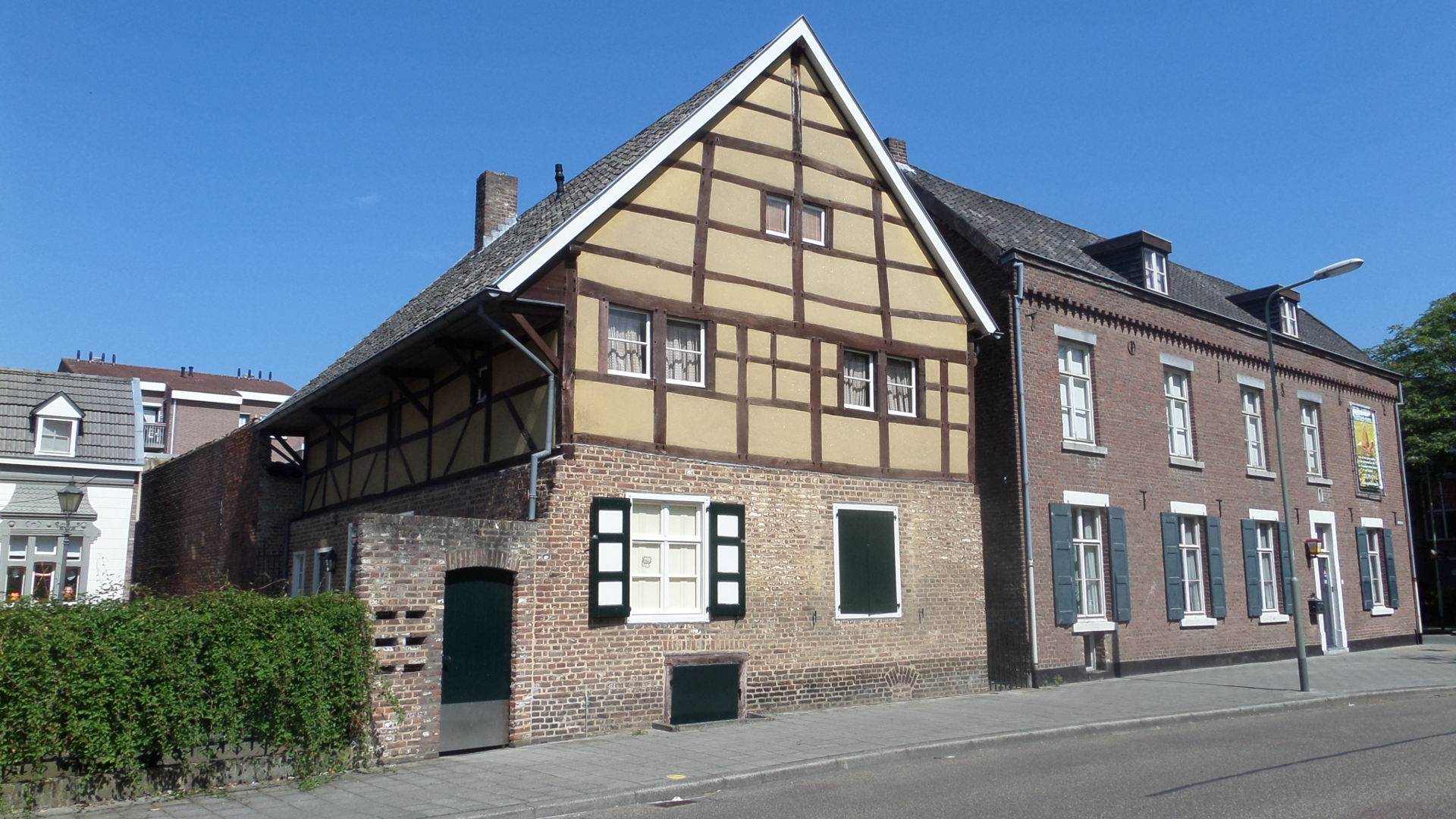
Ophoven 3
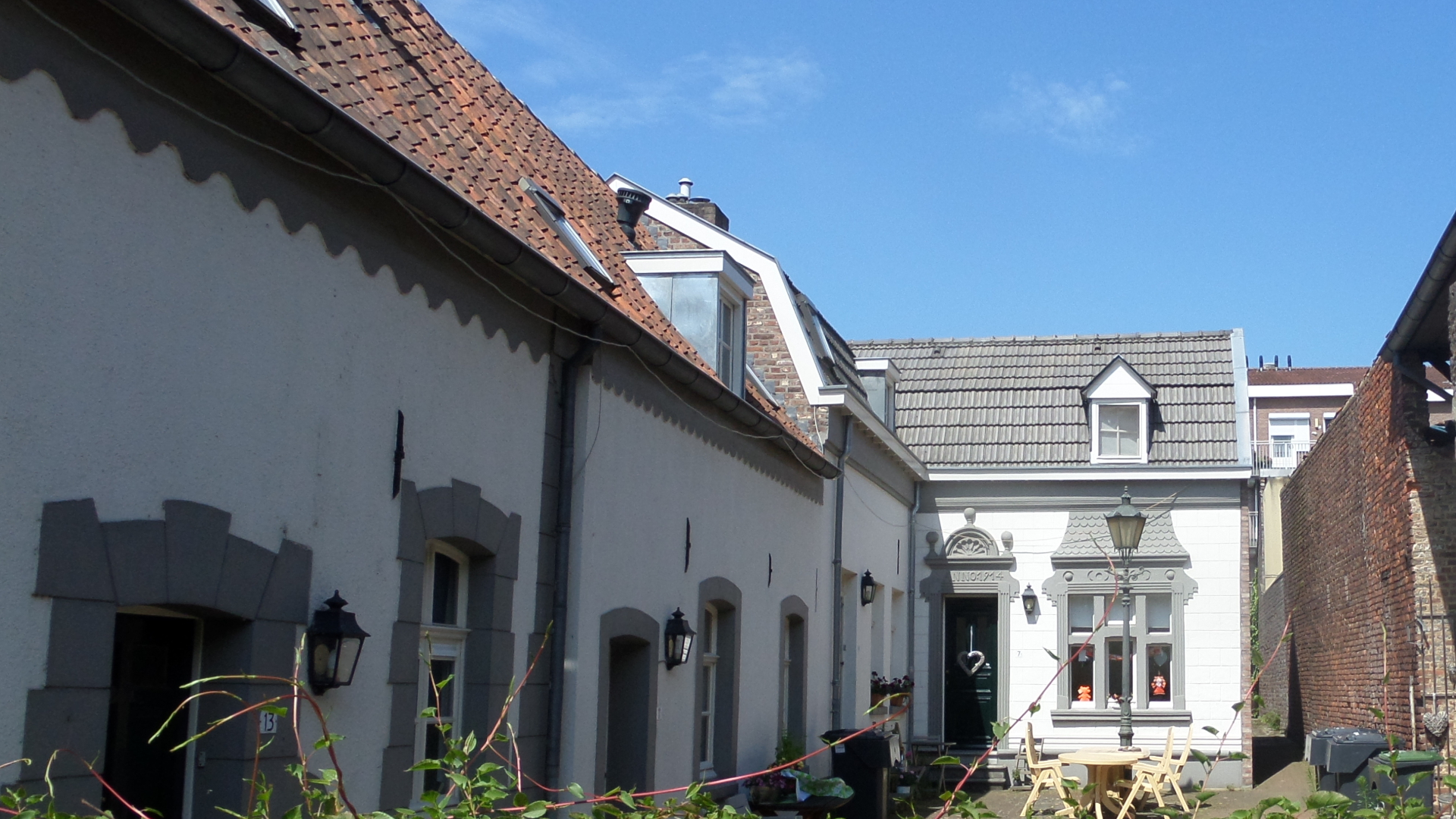
Ophoven 7 en 9
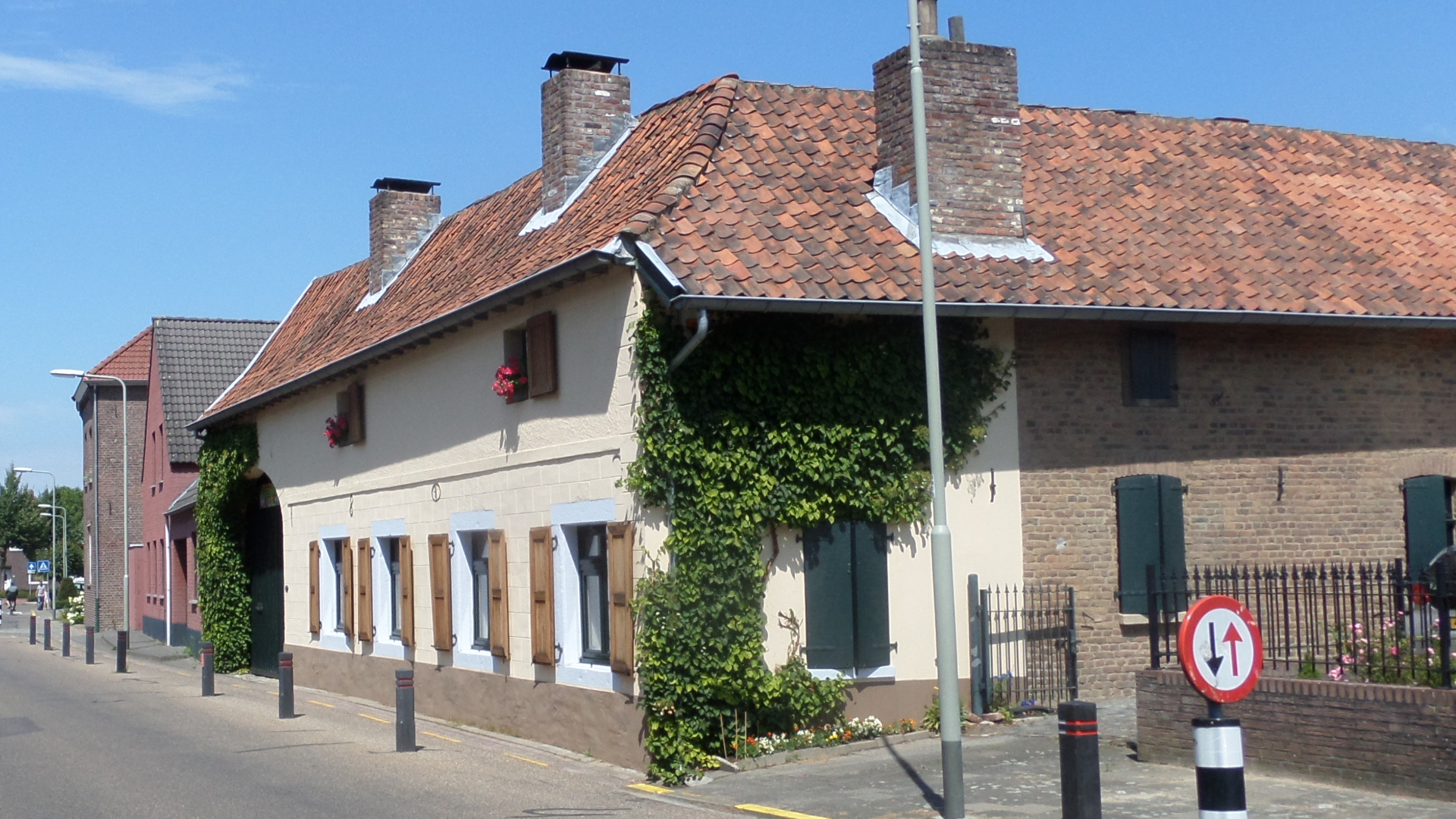
Molenweg 22

### Sittard War Cemetery
Aan de Kromstraat in Ophoven is het Sittard War Cemetery gelegen, een Britse erebegraafplaats waar 252 doden uit de Tweede Wereldoorlog begraven liggen.

### Verenigingen
In Ophoven zijn of waren diverse (sport)verenigingen gevestigd, waaronder de amateurvoetbalclub VV OVCS, die speelt op het Sportpark Ophoven.
De straat Ophoven huisvestte vroeger ook een carnavalsvereniging.